# Jens Burman
Jens Burman (* 16. August 1994 in Rätan) ist ein schwedischer Skilangläufer.

## Werdegang
Burman, der für den Åsarna IK startet, nahm bis 2014 vorwiegend bei Juniorenrennen teil. Im Februar 2012 startete er in Åsarna erstmals im Scandinavian Cup und kam dabei auf den 26. Rang im Sprint. Bei den Junioren-Weltmeisterschaften 2013 in Liberec belegte er den 57. Platz über 10 km Freistil. Im folgenden Jahr gewann er bei den Junioren-Weltmeisterschaften im Val di Fiemme die Silbermedaille über 10 km klassisch. Zudem errang er den 13. Platz im Skiathlon und den vierten Platz mit der Staffel. Anfang Februar 2015 kam er bei den U23-Weltmeisterschaften in Astana auf den 34. Platz im Sprint, im Skiathlon auf den achten Rang und über 15 km Freistil auf den siebten Platz. Eine Woche später lief er in Östersund sein erstes Weltcuprennen und belegte dabei den 45. Platz über 15 km Freistil. Zu Beginn der Saison 2015/16 beendete er die Nordic Opening in Kuusamo auf den 58. Platz. Beim folgenden Wettbewerb in Vuokatti erreichte er mit dem zehnten Platz über 15 km klassisch seine erste Top-Zehn-Platzierung im Scandinavian Cup. Bei der Tour de Ski 2016, die er auf dem 38. Platz beendete, holte er in Toblach mit dem 27. Platz über 10 km Freistil seine ersten Weltcuppunkte. Bei den U23-Skiweltmeisterschaften 2016 in Râșnov gewann er die Goldmedaille über 15 km klassisch. Zum Saisonende errang er den 32. Platz bei der Ski Tour Canada. In der Saison 2016/17 kam er im Weltcup dreimal unter die ersten Zehn und erreichte den 26. Platz im Gesamtweltcup, den 20. Rang im Distanzweltcup und den zweiten Platz im U23-Weltcup. Bei der Tour de Ski 2016/17 errang er den 16. Platz. Beim Saisonhöhepunkt den Nordischen Skiweltmeisterschaften 2017 in Lahti belegte er den 22. Platz im Skiathlon, den 15. Rang im 50-km-Massenstartrennen und den 14. Platz über 15 km klassisch. Seine besten Platzierungen bei den Olympischen Winterspielen 2018 in Pyeongchang waren der 17. Platz im Skiathlon und der fünfte Rang mit der Staffel.
In der Saison 2018/19 belegte Burman den 26. Platz beim Lillehammer Triple und den 40. Rang beim Weltcupfinale in Québec und errang zum Saisonende den 42. Platz im Gesamtweltcup. Beim Saisonhöhepunkt, den Nordischen Skiweltmeisterschaften 2019 in Seefeld in Tirol, lief er auf den 11. Platz über 15 km klassisch, jeweils auf den zehnten Rang im 50-km-Massenstartrennen und im Skiathlon und auf den fünften Platz mit der Staffel. In den Jahren 2018 und 2019 wurde er zusammen mit der Staffel von Åsarna IK schwedische Meister. Nach Platz 14 beim Ruka Triple zu Beginn der Saison 2019/20, belegte er den 12. Platz bei der Tour de Ski 2019/20 und den 16. Rang bei der Skitour 2020 und erreichte damit den 14. Platz im Gesamtweltcup und den 12. Rang im Distanzweltcup. In der folgenden Saison nahm an fünf Weltcupeinzelrennen teil. Dabei erreichte er im Engadin mit dem dritten Platz in der Verfolgung seine erste Podestplatzierung im Weltcup. Im Februar 2021 wurde er schwedischer Meister über 15 km Freistil und belegte beim Saisonhöhepunkt, den Nordischen Skiweltmeisterschaften in Oberstdorf, den 11. Platz im Skiathlon, den achten Rang über 15 km Freistil und mit der Staffel und den fünften Platz im 50-km-Massenstartrennen. Zudem wurde er dort Vierter mit der Staffel. Im folgenden Jahr kam er bei den Olympischen Winterspielen in Peking auf den 24. Platz im Skiathlon, auf den 16. Rang im 50-km-Massenstartrennen sowie auf den achten Platz über 15 km klassisch. Zudem wurde er zusammen mit Oskar Svensson, William Poromaa und Johan Häggström Vierter in der Staffel.

## Erfolge

### Siege bei Weltcuprennen

#### Weltcupsiege im Team
| Nr. | Datum           | Ort     | Disziplin                |
| --- | --------------- | ------- | ------------------------ |
| 1.  | 26. Januar 2024 | Goms    | 4 × 5 km Mixed-Staffel 1 |
| 2.  | 24. Januar 2025 | Engadin | 4 × 5 km Mixed-Staffel 2 |

## Teilnahmen an Weltmeisterschaften und Olympischen Winterspielen

### Olympische Spiele
- 2018 Pyeongchang: 5. Platz Staffel, 17. Platz 30 km Skiathlon, 19. Platz 15 km Freistil, 28. Platz 50 km klassisch Massenstart
- 2022 Peking: 4. Platz Staffel, 8. Platz 15 km klassisch, 16. Platz 50 km Freistil Massenstart, 24. Platz 30 km Skiathlon

### Nordische Skiweltmeisterschaften
- 2017 Lahti: 14. Platz 15 km klassisch, 15. Platz 50 km Freistil Massenstart, 22. Platz 30 km Skiathlon
- 2019 Seefeld in Tirol: 5. Platz Staffel, 10. Platz 30 km Skiathlon, 10. Platz 50 km Freistil Massenstart, 11. Platz 15 km klassisch
- 2021 Oberstdorf: 4. Platz Staffel, 5. Platz 50 km klassisch Massenstart, 8. Platz 15 km Freistil, 11. Platz 30 km Skiathlon
- 2023 Planica: 6. Platz Staffel, 8. Platz 50 km klassisch Massenstart, 11. Platz 30 km Skiathlon, 21. Platz 15 km Freistil
- 2025 Trondheim: 3. Platz Staffel, 12. Platz 50 km Freistil Massenstart, 22. Platz 10 km klassisch, 51. Platz 20 km Skiathlon

## Platzierungen im Weltcup

### Weltcup-Statistik
Die Tabelle zeigt die erreichten Platzierungen im Einzelnen.
- 1.–3. Platz: Anzahl der Podiumsplatzierungen
- Top 10: Anzahl der Platzierungen unter den ersten zehn
- Punkteränge: Anzahl der Platzierungen innerhalb der Punkteränge
- Starts: Anzahl gelaufener Rennen in der jeweiligen Disziplin
- Hinweis: Bei den Distanzrennen erfolgt die Einordnung gemäß FIS.

| Platzierung               | Distanzrennen a | Distanzrennen a | Distanzrennen a | Distanzrennen a | Distanzrennen a | Skiathlon Verfolgung | Sprint | Etappen- rennen b | Gesamt | Team   | Team    |
| Platzierung               | ≤ 5 km          | ≤ 10 km         | ≤ 15 km         | ≤ 30 km         | > 30 km         | Skiathlon Verfolgung | Sprint | Etappen- rennen b | Gesamt | Sprint | Staffel |
| ------------------------- | --------------- | --------------- | --------------- | --------------- | --------------- | -------------------- | ------ | ----------------- | ------ | ------ | ------- |
| 1. Platz                  |                 |                 |                 |                 |                 |                      |        |                   |        |        | 2       |
| 2. Platz                  |                 |                 |                 |                 |                 |                      |        |                   |        |        |         |
| 3. Platz                  |                 |                 |                 |                 |                 | 1                    |        |                   | 1      |        |         |
| Top 10                    |                 | 5               | 4               | 2               | 2               | 7                    |        | 1                 | 21     |        | 9       |
| Punkteränge               |                 | 18              | 24              | 17              | 7               | 17                   |        | 7                 | 90     |        | 13      |
| Starts                    |                 | 20              | 41              | 18              | 8               | 31                   | 21     | 13                | 152    |        | 13      |
| Stand: Saisonende 2024/25 |                 |                 |                 |                 |                 |                      |        |                   |        |        |         |

### Weltcup-Gesamtplatzierungen
| Saison  | Gesamt | Gesamt | Distanz | Distanz |
| Saison  | Punkte | Platz  | Punkte  | Platz   |
| ------- | ------ | ------ | ------- | ------- |
| 2015/16 | 32     | 96.    | 32      | 56.     |
| 2016/17 | 252    | 26.    | 192     | 20.     |
| 2017/18 | 45     | 83.    | 45      | 53.     |
| 2018/19 | 162    | 42.    | 152     | 25.     |
| 2019/20 | 481    | 14.    | 312     | 12.     |
| 2020/21 | 196    | 33.    | 196     | 20.     |
| 2021/22 | 19     | 104.   | 19      | 58.     |
| 2022/23 | 366    | 43.    | 366     | 23.     |
| 2023/24 | 1032   | 11.    | 825     | 12.     |
| 2024/25 | 446    | 34.    | 350     | 23.     |